# 朱學顏
朱學顏（1537年—？），字子愚，號啓峰，浙江嘉興府海鹽縣人，竈籍，明朝政治人物。

## 生平
嘉靖四十年（1561年）辛酉科浙江鄉試第三十二名舉人。嘉靖四十四年（1565年）中式乙丑科三甲第一百九十四名進士。通政司观政，本年授潜山知县，隆慶三年（1569年）四月升雷州府同知，五年正月以知县降调，願不赴部。

## 家族
曾祖朱桂，號北巗，壽官；祖父朱，字朝華，號三峰，監生；父朱陳範，母密氏。弟邦佐（监生）、学斌（庠生）、学忠（舉人）、学淳、正学、正誼、正色，俱庠生。